# Fyra kvartetter
Fyra kvartetter (Four Quartets) är en diktsvit av T.S. Eliot bestående av de fyra separata dikterna Burnt Norton (1935), East Coker (1940), The Dry Salvages (1941) och Little Gidding (1942). De gavs ut i en volym som Four Quartets första gången 1943.
Sviten behandlar människans förhållande till tiden, universum och det gudomliga. Med utgångspunkt från katolicismen refererar dikterna till såväl västerländsk som österländsk filosofi, mystik och religion.  
Till svenska har Fyra kvartetter översatts av Gunnar Ekelöf och Artur Lundkvist (1948).